# إبراهيم بن موسى بن ميمون
إبراهيم بن موسى بن ميمون (13 حزيران 1186  – 7 كانون الأول 1237) كان ابن موسى بن ميمون وخلف والده كناجد [الإنجليزية] من الطائفة اليهودية المصرية.

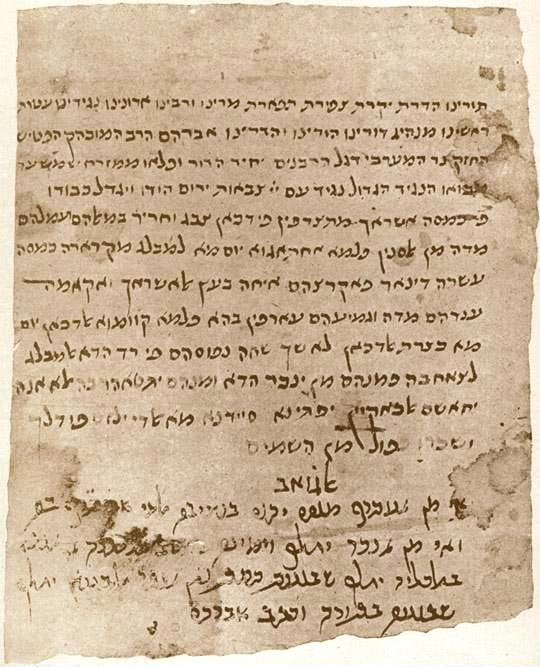
قطعة جنيزة القاهرة لإبراهيم بن ميمون

## السيرة
وُلِد إبراهيم في الفسطاط في مصر التي كانت تحت حكم الأيوبيين بالقرب من القاهرة عندما كان والده يبلغ من العمر واحدًا وخمسين عامًا. عُرف بذكائه اللامع. وعندما توفي والده في عام 1204م عن عمر يناهز التاسعة والستين، كان إبراهيم في التاسعة عشرة من عمره فقط،. خلف رمبام في منصب رئيس اليهود المصريين، وكذلك في منصب طبيب البلاط، وهو في سن الثامنة عشرة فقط. (ظل منصب الناغيد في يد عائلة موسى بن ميمون لأربعة أجيال متعاقبة حتى نهاية القرن الرابع عشر). بعد تعيينه، حاولت عائلة سار شالوم بن موسى [الإنجليزية] (المنافس اللدود لميمون) تقويض سلطته من خلال الادعاء زورًا بأنه حاول أسلمة طقوس الكنيس.
كرّم إبراهيم ذكرى أبيه، ودافع عن كتاباته وأعماله . بفضل نفوذه، أصبح عدد كبير من الطائفة القرائية المصرية يهودًا حاخاميين. ومن المعروف أن اليهود اليمنيين حافظوا على اتصال مع إبراهيم أثناء خدمته كرئيس للجالية اليهودية في مصر، وأرسلوا إليه حوالي ثلاثة عشر سؤالًا تتعلق بالهالاخاه.

## الأعمال
أشهر أعمال إبراهيم هو كتابه كتاب الحروب في سبيل الله [الإنجليزية]، والذي يجيب فيه على منتقدي المبادئ الفلسفية لوالده والتي عبر عنها في كتابه دليل الحائرين. كان قد تجنب في البداية الدخول في الجدل حول كتابات والده، ومع ذلك، عندما سمع عن حرق كتب والده في مونبلييه في عام 1235، قام بتجميع كتاب الحروب في سبيل الله [الإنجليزية]، الذي وجهها إلى محافظة هاجمي [الإنجليزية]. عمله الرئيس بعنوان دليل شامل لعباد الله. ومن الجزء الباقي من الكتاب يمكن التخمين أن كتاب ميموني كان أطول بثلاث مرات من كتاب والده دليل الحائرين. في الكتاب، يُظهر الميموني تقديرًا كبيرًا وتقاربًا مع التصوف الإسلامي. استمر أتباع طريقه في تعزيز شكل من أشكال التقوى اليهودية الصوفية لمدة قرن من الزمان على الأقل، ويُعتبر مؤسس هذه المدرسة التقوى.
تشمل أعماله الأخرى تفسيرًا للتوراة، والذي لم يتبق منه الآن سوى تعليقاته على سفر التكوين وسفر الخروج، بالإضافة إلى تعليقات على أجزاء من مشناه توراة لوالده وعلى رسائل مختلفة من التلمود . كما كتب عملًا عن الهالاخاه (الشريعة اليهودية)، ممزوجًا بالفلسفة والأخلاق (كما هو الحال أيضًا باللغة العربية اليهودية، ومرتبًا على غرار مشناه توراة لوالده)، بالإضافة إلى كتاب الأسئلة والأجوبة، المعروف أكثر باسم سفر بركة إبراهيم. وكثيرًا ما اُستُشهد بكتابه خطاب حول أقوال الحاخامات الذي يناقش الهجادة.
كما ألف العديد من الأعمال الطبية.

## روابط خارجية
- خطاب حول أقوال الحاخامات ( بالعبرية ) - ترجمة في ويكي مصدر
- تعليق عبري عربي على أجزاء من سفر التكوين والخروج